# میرزا محمود وزیر
میرزا محمود وزیر (زاده ۱۲۴۵ قمری، درگذشته ۱۳۱۱ قمری) از مستوفیان و وزیران دوران قاجار بود.

## زندگی‌نامه
میرزا محمود در جوانی در دستگاه میرزا یوسف آشتیانی (مستوفی‌الممالک) مشغول به کار شد. مدتی از جانب او حاکم ساوه بود. در سال ۱۲۸۸ قمری وزیر مراد میرزا حسام‌السلطنه، حاکم تازه‌ی خراسان شد. در سال ۱۲۹۱ قمری، پیشکار و وزیر حاکم تهران شد و به مدت هفت سال در این سمت باقی ماند. او به سبب آنکه مدتی طولانی در منصب وزارت قرار داشت به "وزیر" معروف شده بود.

## باغ‌ها و کوی میرزا محمود وزیر
در محله امامزاده یحیی تهران  پایین‌تر از خیابان امیرکبیر کوچه‌ای با نام فعلی علیرضا جاویدی وجود دارد که اکثر مردم آن را با نام میرزا محمود وزیر می‌شناسند. تاریخ‌شناس سجاد عسگری، می‌گوید «گذر میرزا محمود وزیر در واقع باغ بزرگی بود. باغ و املاک این محدوده متعلق به میرزا محمود وزیر بود. بعد از مرگ او خانه‌ای را که اکنون به نام خانه فخرالملوک می‌شناسیم به دخترش رسید.» و اضافه می‌کند که خانه‌های اطراف این کوچه اکثراً خانه‌های اعیان هستند و معماری ویژه‌ای از دوره قاجار دارند «اغلب خانه‌هایی که در گذر میرزا محمود به چشم می‌خورند سردرهای آجرکاری و پرنقش دارند». علاوه بر خانه فخرالملوک، در بن‌بست مدرس از این کوچه خانه وزیر مختار فرانسه که سید حسن مدرس نیز در آن سکونت داشته نیز در این کوی واقع شده‌است. خانه تاریخی قوام‌الدوله نیز در ابتدای این کوچه قرار دارد.

## خانواده
میرزا محمود برادر بزرگ عبدالله مستوفی بود. میرزا محمود از همسر اول خویش که دختر یکی از زمین‌داران ناحیه خلجستان بود، دو دختر و پنج پسر داشت. دختر بزرگ او با میرزا علی‌محمدخان مستوفی، پسر میرزا علی قائم‌مقام (پسر قائم‌مقام فراهانی) ازدواج کرد.
او در زمانی که وزارت تهران را داشت با حرمت‌الدوله، دختر فرهاد میرزا معتمدالدوله ازدواج کرد. حرمت‌الدوله بیوه جلال‌الدین میرزا احتشام‌الدوله پسر خانلر میرزا احتشام‌الدوله بود.